# Dub u Bílého Kostela
Dub u Bílého Kostela je památný strom rostoucí jižně od Bílého Kostela nad Nisou, obce na severu České republiky, v Libereckém kraji, v okrese Liberec.

## Poloha a historie
Strom roste v záplavovém území Křížového potoka, levostranného přítoku Lužické Nisy. Zároveň je toto území součástí území přírodního parku Ještěd. Severně odtud je vedena silnice číslo I/13. Západně od stromu se nachází cesta, po které je vedena žlutě a modře značená turistické trasa, přičemž žlutá je pojmenovaná jako „Svatojakubská cesta“. Zároveň je tudy trasována cyklotrasa číslo 3069. O prohlášení stromu za památný rozhodl chrastavský městský úřad, jenž 26. února 2001 vydal příslušný dokument, jenž nabyl své právní moci ke dni 16. dubna 2001.

## Popis
Památný strom je dub letní (Quercus robur) dosahující výšky 25 metrů. Obvod kmene stromu činí 550 centimetrů. Při prohlašování stromu za památný bylo v jeho okolí stanoveno rovněž ochranné pásmo, které odpovídá zákonné normě.